# Ubojstvo obitelji Matijević
Ubojstvo obitelj Matijević (Slučaj Matijević) zločin je srpskih ekstremista nad hrvatskom obitelji Matijević u srijemskom selu Kukujevcima (Vojvodina, Srbija) koji je počinjen od 20. do 30. travnja 1992. godine. Ubijena je tročlana hrvatska obitelj Matijević: otac Jozo (1931.), majka Ana (1932.) i sin Franjo (1975.). Ovaj zločin je po svom karakteru sličan ubojstvu obitelji Zec u Zagrebu (7. prosinca 1991.), ubojstvu obitelji Olujić u županjskom selu Cerni (17. veljače 1992.) i ubojstvu obitelji Čengić (18. siječnja 1992.) iz Šašića kod Ervenika. Za razliku od njih, slučaj Matijević nije dobio nikakvu pažnju u hrvatskim medijima.

## Ubojstvo
Kao i većina srijemskih Hrvata, bili su dulje vrijeme izloženi pritiscima srpskih ekstremista. Odlučili su se preseliti u Hrvatsku. U dogovoru s jednim Srbinom iz Žlebine (općina Gradina) zamijenili su svoju kuću s njime. Matijevići su planirali otići u Hrvatsku kasno navečer 20. travnja 1992. godine.
Stvari su im bile utovarene na kamion u dvorištu obiteljske kuće u Proleterskoj ulici. U dvorištu je bio čovjek s kojim su zamijenili kuću. U dvorište je došlo desetak ljudi koji su tada išli po selu i uzimali stvari od Hrvata koji su se iseljavali. Zatražili su od Joze da im preda mješalicu za beton koja je već bila utovarena u kamion, a on im je platio 400 maraka da je ne uzmu. Tada je čovjek s nadimkom Major ošamario Jozinu suprugu Anu, i potom je skupina napadača otišla. Oko 23 sata kuću im je opkolilo desetak naoružanih osoba. Jedna je susjeda pošla vidjeti o čemu se radi, na što joj je jedan naoružani zaprijetio. Nakon tog događaja, Franjo, Ana i Jozo Matijević nisu više viđeni živi.

## Ekshumacija
Nakon sto je ekshumirana masovna grobnica u selu Mohovu kod Iloka, pronađena su tijela Franje, Ane i Joze Matijevića. Jozo i Franjo su pronađeni s rukama vezanim na leđima. Utvrđeno je da su iz neposredne blizine ubijeni iz lovačke puške. Na posmrtnim ostacima Ane Matijević nisu nađene vidljive ozljede.
Ubojstvo supružnika i njihova malodobnog sina nije bilo ničim izazvano i izvan svake sumnje motivirano je nacionalnom i vjerskom mržnjom. Za ubojstvo obitelji Matijević niko nije procesuiran. Fond za humanitarno pravo iz Beograda nema podataka je li vođena istraga za ubojstvo obitelji Matijević. 

## Pravni epilog
Dana 16. listopada 2018. godine podnijeta je Tužilaštvu za ratne zločine Republike Srbije krivična prijava protiv nekoliko nepoznatih osoba zbog ubojstva tri člana porodice Matijević. Tužilaštvo za ratne zločine Republike Srbije je 14. studenoga 2018. godine odbacilo krivičnu prijavu FHP-a, uz sramotno obrazloženje da krivično djelo zločin protiv čovječnosti nije bilo propisano kao krivično djelo u vrijeme događaja iz 1992. godine.